# Urjup
L'Urjup (in russo Урюп?) è un fiume della Russia siberiana occidentale, affluente di sinistra del Čulym (bacino idrografico dell'Ob'). Scorre nell'Ordžonikidzevskij rajon della Chakassia, nei rajon  Tjažinskij e  Tisul'skij dell'Oblast' di Kemerovo e nel Šarypovskij rajon del Territorio di Krasnojarsk.
Il fiume proviene dagli speroni settentrionali della catena Kuzneckij Alatau, nella Chakassia, non lontano dalla cittadina di Belogorsk, quindi si snoda lungo il confine tra la Chakassia e il Kemerovo e poi, nel corso inferiore, sul confine tra il territorio di Krasnojarsk e la regione di Kemerovo; sfocia nel Čulym a 1 266 km dalla foce. La lunghezza del fiume è di 223 km, il bacino imbrifero è di 5 610 km².